# Синдром Беквита — Видемана
Синдром Беквита — Видемана (англ. BWS — Beckwith-Wiedemann-Syndrom, EMG — Exomphalos-Makroglossie-Gigantismus, также синдром «гигантизма с пуповинной грыжей») — одна из редких генетических аномалий, связана с превышением норм роста плода при беременности и с несогласованным развитием различных отделов организма.
Типичными признаками синдрома являются увеличенные размер и вес плода (новорождённого ребёнка), причём происходят не только асимметричный рост организма и внешние отклонения в размерах тела, но и непропорционально большой размер некоторых внутренних органов: печени, селезёнки, почек и языка.

### Особенности синдрома
На наличие синдрома может указывать наличие одного или более из следующих факторов:
- Пренатальное и постнатальное опережение роста (таковым обычно считают рост и вес выше 97 процентили)
- Макроглоссия
- Омфалоцеле (грыжа пупочного канатика, пуповинная грыжа, эмбриональная грыжа — грыжевой мешок, сформированный брюшиной, выходит из брюшной полости через пупочное отверстие)
- Висцеромегалия
- Эмбриональные опухоли (такие как гепатобластома, нефробластома, рабдомиосаркома) в детском возрасте
- Гемигиперплазия (асимметричный рост одной или нескольких частей тела)
- Почечные аномалии
- Адренокортикальная цитомегалия
- Неонатальная гипогликемия

### Частые симптомы
- Лёгкая или умеренная умственная отсталость (с неуточнённой частотой).
- Рост:
  - Макросомия с увеличением мышечной массы и подкожного жирового слоя;
  - ускоренное созревание костной ткани;
  - широкие метафизы и узкие диафизы длинных трубчатых костей;
  - слабо заметный переход проксимального метафиза плечевой кости в диафиз.
- Голова:
  - макроглоссия;
  - экзофтальм — смещение глазного яблока вперёд (выпученные глаза) с относительным недоразвитием подглазничного края;
  - пламенеющий невус на лбу и веках;
  - выступающий лобный шов;
  - широкие роднички;
  - выступающий затылок;
  - неправильный прикус из-за нижней прогнатии (выступающая вперед нижняя челюсть) и верхней микрогнатии (врождённое недоразвитие челюстной кости);
  - насечки на мочках ушей и задней поверхности завитков.
- Внутренние органы:
  - нефромегалия (увеличение размеров одной или обеих почек) с дисплазией (неправильным развитием) мозгового вещества почек;
  - панкретомегалия (увеличение размеров поджелудочной железы) с гиперплазией (размножением клеток и образованием новых тканевых структур) островков поджелудочной железы;
  - гипертрофия (увеличение объёма и массы) клеток коры надпочечников у плода (постоянный признак);
  - гиперплазия интерстициальных клеток половых желез (межуточных клеток, расположенные в строме яичников и между канальцами семенников у млекопитающих; участвуют в выработке половых гормонов: в семенниках — андрогенов, в яичниках — эстрогенов[2]) и амфифильных клеток аденогипофиза.
- Прочее:
  - эритроцитоз (увеличение количества эритроцитов) у новорождённых;
  - гипогликемия в раннем детском возрасте (30-50 %);
  - грыжа пупочного канатика и другие аномалии пуповины; расхождение прямых мышц живота;
  - релаксация диафрагмы;
  - крипторхизм (неопущение яичка в мошонку);
  - врождённые пороки сердца, в том числе изолированная кардиомегалия.[3]

## Этиология и встречаемость болезни
Синдром Беквитта-Видемана — панэтнический (не связанный с принадлежностью к какой-либо национальности) синдром. Возникает спорадически, иногда наследуется по аутосомно-доминантному типу. Встречается приблизительно у одного из 13 700 родившихся живыми детей.
Синдром Беквитта-Видемана вызван нарушением баланса экспрессии импринтированных генов в регионе р15 хромосомы 11.
Среди генов, расположенных в этом регионе, находятся кодирующие белки гены CDKN1C и IGF2:
- CDKN1C кодирует супрессор клеточного цикла, ограничивающий деление и рост клеток;
- IGF2 кодирует инсулиноподобный фактор роста, стимулирующий рост.

Также в этом регионе расположены транскрибируемые, но не транслируемые KCNQOT1 и Н19. Их транскрипция подавляет экспрессию отцовской копии CDKN1С и материнской копии IGF2 соответственно: в норме эти гены импринтированы и экспрессируются только из отцовского (IGF2 и KCNQOT1) или только материнского аллеля (HI9 и CDKN1C).